# Gaëtan Englebert
Gaëtan Englebert (Liège, 1976. július 16. –) belga válogatott labdarúgó.

## Sikerei, díjai
- Club Brugge
  - Belga bajnok: 2002-03, 2004-05
  - Belga kupa: 2001–02, 2003–04, 2006-07
  - Belga szuperkupa: 2002, 2003, 2004, 2005